# Кристиан Бентеке
Кристиан Бентеке Лиоло (на фламандски: Christian Benteke Liolo) е белгийски професионален футболист от конгоански произход, роден на 3 декември 1990 г. Понастоящем играе за американския Ди Си Юнайтед и националния отбор на Белгия.

## Личен живот
Бентеке е роден на 3 декември 1990 г. в Киншаса, в семейство на военен. По време на режима на Мобуту Сесе Секо, семейството напуска ДР Конго (тогава – Заир), и се установява в белгийския град Лиеж.
Бентеке е християнин. Има по-малък брат – Джонатан, който играе за Зьолте Варегем.

## Кариера

### Клубна кариера

#### В Белгия
Започва да тренира футбол на 6-годишна възраст в ЖС Пиерюс. През 2004 г. се премества в школата на Стандарт Лиеж, а през 2006 – в тази на Генк. През 2007 г. прави дебюта си за първия отбор на Генк. През 2009 г. се завръща в Стандарт Лиеж, като в 12 мача вкарва 3 гола, помагайки на отбора да стане шампион. През лятото на 2009 г. е даден под наем в Кортрейк, за който през сезона отбелязва 14 гола, като отборът записва най-високото постижение в историята си. През следващия сезон играе под наем в Мехелен, като в 25 мача отбелязва 7 гола. През сезон 2011/12 играе за Генк, като отбелязва 16 гола за отбора през сезона. В началото на сезон 2012/13 преминава в Астън Вила за €6 милиона евро.

#### Астън Вила
След като е закупен от Астън Вила, Бентеке бързо се превръща в основен нападател. В първия си сезон в Англия – 2012/13, изиграва 34 мача, в които отбелязва 23 гола. Силната му играе през първия сезон с Астън Вила води до спекулации относно бъдещето му, но след разговор с треньора Пол Ламбърт, Бентеке решава да остане във Вила. Стартът на сезон 2014/15 също е силен, бележейки 7 гола в 5 мача. Последва дълъг период на контузии, които за известно време възпрепятстват редовната му игра. Въпреки това, още в първите си 2 мача след контузиите, Бентеке отбелязва 2 гола. На 3 април 2014 г. получава тежка контузия в Ахилесовото сухожилие, заради която не попада в състава на Белгия за Световното първенство през 2014. На 2 ноември 2014 г., по време на мач между Астън Вила и Тотнъм избухва скандал, в който основно действащо лице е Бентеке. Белгиецът получава червен картон, като и глоба от £20 000 паунда за бутане на съперник. Последва нова контузия, поради която отсъства около месец. В крайна сметка през сезона изиграва 29 мача, в които отбелязва 13 гола.

#### Ливърпул
На 22 юли 2015 г. е продаден на Ливърпул за сумата от £32 500 000 паунда, което го прави вторият най-скъп трансфер в историята на Мърсисайдци. На 2 август отбелязва дебютния си гол за Ливърпул, в мач срещу Суиндън Таун. На 17 август 2015 г. отбелязва красив гол при загубата с 1:3 от Манчестър Юнайтед. С екипа на Ливърпул Бентеке достига до финал на Лига Европа, който английския тим губи с 1:3 от Севиля.

#### Кристъл Палас
От 20 август 2016 г. е играч на Кристъл Палас.

## Национален отбор
С екипа на младежкия национален отбор до 17 г., Бентеке играе на Световното първенство през 2007 г. в Южна Корея, където играе в 3 мача и отбелязава 1 гол.
Дебюта си мъжкия национален отбор прави на 19 май 2010 г., в приятелски мач срещу България, спечелен с 2 – 1 от белгийците. На 15 август 2012 г. отбелязва първия си гол за отбора, при победата с 4 – 2 срещу Холандия. След идването на Марк Вилмотс на поста на национален селекционер, Бентеке се превръща в титуляр. В квалификациите за Световното първенство през 2014 Бентеке отбелязва 2 гола, но пропуска първенството поради контузия в ахилеса. В квалификациите за Европейското първенство през 2016 Бентеке отбелязва 1 гол.

## Успехи
Стандарт Лиеж
- Шампион на Белгия (1): 2008/09